# Кочнев, Степан Иванович
Степан Иванович Кочнев (23.10.1910—?) — участник Великой Отечественной войны, командир взвода 4-й стрелковой роты 66-го стрелкового полка (61-я стрелковая дивизия, 10-й гвардейский стрелковый корпус, 28-я армия, 4-й Украинский фронт), младший лейтенант. Закрыл своим телом амбразуру пулемёта. Один из немногих, оставшихся в живых после совершения подвига.

## Биография
Родился 23 октября 1910 года в Нижнем Новгороде. Работал бухгалтером.
В 1943 году Ленинским военкоматом Челябинска был призван в РККА. Окончил ускоренные курсы лейтенантов, 1 декабря 1943 года прибыл в 66-й стрелковый полк 61-й стрелковой дивизии, который к тому времени вёл бои на левом берегу Днепра южнее Никополя. Был назначен командиром взвода.
31 декабря 1943 года 2-й батальон полка вёл бой за высоту 11,9 в пяти километрах северо-западнее деревни Новая Екатериновка (ныне в Горностаевском районе Херсонской области). В ходе атаки взвод, под командованием младшего лейтенанта Кочнева, вырвался вперёд, но был остановлен пулемётным огнём из дзота. Несколько человек пытались уничтожить пулемётную точку, но не могли подняться, многие были убиты или ранены. Командир взвода послал группу бойцов обойти дзот справа, но она также попала под пулемётный огонь. Младший лейтенант Кочнев находился ближе всех к пулемёту, подполз ещё ближе и метнул гранату, которая не разорвалась. Тогда Кочнев, будучи уже раненым, поднялся и закрыл телом пулемёт.
Младший лейтенант Кочнев был представлен посмертно к званию Героя Советского Союза, представление было поддержано вплоть до Военного совета 28-й армии, но приказом войскам 4-го Украинского фронта № 80/н от 11 февраля 1944 года С. И. Кочнев был награждён орденом Отечественной войны 2-й степени.
Между тем С. И. Кочнев выжил. 1 января 1944 года он был взят в плен, попал в шталаг №367 в Ченстохове, 8 апреля 1944 года переведён в шталаг III-A в Луккенвальде. 24 апреля 1945 года освобождён из плена частями Красной Армии.
После войны продолжал работать бухгалтером, до 1966 года жил в Челябинске.